# Dragoslav Mitrinović
Dragoslav Mitrinović (23. června 1908 Smederevo, Srbské království – 2. dubna 1995 Bělehrad, Svazová republika Jugoslávie) byl srbský matematik, zabývající se zejména oblastmi diferenciálních rovnic, funkcionálních rovnic a komplexní analýzy. Studoval v Prištině a ve Vranje, později na univerzitě v Bělehradě. Titul PhD. získal v roce 1933 za práci o diferenciálních rovnicích, vedoucím jeho disertační práce byl Mihailo Petrović.